# Eileen Chang
Eileen Chang (en xinès tradicional: 張愛玲; en xinès simplificat: 张爱玲, en Wade-Giles: Chang Ai-ling, en pinyin: Zhāng Àilíng) (Xangai, Xina, 30 de setembre de 1920 - Los Angeles, Estats Units, 8 de setembre de 1995) fou una escriptora en llengua xinesa i anglesa.
La seva obra El cadenat d'or és considerada una de les obres cabdals de la literatura xinesa del segle xx. Chang va abandonar la República Popular Xina el 1952, poc després de la proclamació de la República Popular de la Xina. Precisament per la seva poca simpatia pel nou govern comunista, la seva figura i la seva obra van ser condemnades a l'ostracisme a la mateixa Xina durant molts anys, encara que aquesta situació ha canviat darrerament.

## Biografia
La família d'Eileen Chang era de classe alta. Quan va néixer li van donar el nom Zhāng Iīng (張瑛 / 张瑛). El 1922, la seva família es va desplaçar a Tianjin. El pare era opiòman i el 1925 la seva mare el va abandonar (després d'un intent de reconciliació que no va reeixir, van acabar divorciant-se el 1930) i la petita Zhang Ying va romandre al costat del seu pare, que la maltractava. El 1928, va tornar a Xangai. Es va canviar el nom, adoptà el nom anglès "Eileen" (el 1930), que en pinyin és Àilíng: considerà la mare que d'aquesta manera li seria més fàcil entrar en una escola occidental (el 1931 ingressava a l'escola cristiana de Santa Maria a Xangai. A partir d'aquell moment utilitzaria el nom 張愛玲 (Zhāng Àilíng) en xinès, i "Eileen Chang" en anglès.
Va cursar estudis universitaris al Regne Unit. El 1939, va ingressar en la Universitat de Hong Kong. El 1941, durant l'ocupació japonesa, va tornar a Xangai. En aquesta ciutat es va dedicar a escriure; les seves obres més destacades són d'aquest període. Es va casar el 1943 amb Hu Lancheng, també escriptor i considerat un col·laboracionista, que poc després (el 1945) la va abandonar. El divorci fou el 1947.
El 1949, el Partit Comunista Xinès, vencedor de la Guerra civil, proclama la República Popular de la Xina. Malgrat que Eileen Chang no s'havia implicat en política, per la seva pertinença a la classe burgesa, i pel fet de no haver abandonat Xangai durant l'ocupació japonesa, les noves autoritats no la consideraren persona de confiança. El 1952 va a Hong Kong un altre cop, i el 1955 va emigrar als Estats Units. No tornaria a la Xina mai més.
És a Nova York que Chang va conèixer qui seria el seu segon marit, Ferdinand Reyher, guionista estatunidenc. La boda en fou el 1956. Després de la mort del seu marit, el 1967, Chang es va dedicar a l'ensenyament: fou professora en diverses universitats nord-americanes, com el Radcliffe College a Cambridge (Massachusetts) i la Universitat de Califòrnia a Berkeley.
El 1973, Chang va anar viure a Los Angeles, on dos anys després completaria la seva traducció a l'anglès de la Biografia d'Hai Shanghua (xinès 海上花列傳 / xinès 海上花列传 Hǎi Shànghuā Lièzhuán), novel·la popular de l'època Qing escrita en el dialecte Wu.
Chang va ser trobada sense vida al seu apartament a Los Angeles el 8 de setembre de 1995. Complint amb la seva voluntat, el seu cos va ser incinerat i les seves cendres van ser llançades al Pacífic.

### Relació amb el cinema
A part de les adaptacions cinematogràfiques de les seves novel·les, citades en l'apartat de Bibliografia, Zhang Ailing va col·laborar com a guionista en tres pel·lícules del director Sang Hu: Lingering Love (1946), Long Live the Missus (1947) i The Sorrows and Joys of Midle Age Man (1949).